# 果普错
果普错（藏語：མགོ་ཕུག་མཚོ，威利转写：mgo phug mtsho，THL：Gopuk Tso）也作过布错，位于中国西藏自治区阿里地区改则县境内，地处改则县西南部，湖面海拔4770米，面积62.3平方公里。湖区年均气温0～2℃，年均降水量150～200毫米。湖水主要靠地表径流补给，以西岸入湖的江窘臧布最大。